# الفيض (ولاية بسكرة)
الفيض بلدية بولاية بسكرة الجزائرية.